# Alytes dickhilleni
El sapo partero bético  (Alytes dickhilleni) es una especie de anfibio anuro de la familia de Alytidae. Es endémica de Andalucía Oriental y Murcia (España). 
Su hábitat natural son bosques templados, charcas de agua dulce, lagunas intermitentes, pastizales, embalses, en altitudes entre 700 y 2140 m. Está amenazada por degradación y pérdida de su hábitat.

## Descripción
Es un sapillo de pequeñas dimensiones, entre 32,8 y 56,5 mm de longitud. Su dorso está finamente granulado y es de color blanquecino o grisáceo con manchas oscuras diseminadas. Presenta tubérculos glandulares en su dorso de color blanquecino. Las falanges de sus dedos son cortas y anchas, con el extremo de los dedos algo espatulado. Tiene tres tubérculos metacarpales. Las pupilas de sus ojos son verticales. Se alimenta principalmente de pequeños insectos y arañas.

## Reproducción
Los machos cargan los huevos adosados a las patas traseras hasta que eclosionan, aproximadamente un mes, y entonces los sueltan en las charcas.